# Wahl zum Senat der Vereinigten Staaten in Alabama 2020
Die Senatswahlen in Alabama wurden am 3. November 2020 abgehalten, um einen Senator für den Staat Alabama zu wählen. Die Wahl fand gleichzeitig mit den Präsidentschaftswahlen 2020 sowie anderen Wahlen für den Senat der Vereinigten Staaten, das Repräsentantenhaus der Vereinigten Staaten und weiteren Wahlen auf Staats- und Lokalebene statt. Gewählt wurde Tommy Tuberville von der Republikanischen Partei mit 1.392.076 Stimmen (gut 60 %).
Amtsinhaber Doug Jones, 2017 in einer Sonderwahl gewählt, trat zur Wiederwahl an. Jones ist einer von zwei demokratischen Senatoren, welche aus einem Staat, in dem Präsident Donald Trump 2016 gewonnen hatte, zur Wiederwahl anstanden. Der andere Senator ist Gary Peters aus Michigan, der seinen Senatssitz verteidigen konnte.
Doug Jones war der Senator mit der höchsten Wahrscheinlichkeit, seinen Senatssitz bei den Wahlen zu verlieren, da Alabama zu den Staaten zählt, die meistens die Republikaner wählen. Der letzte demokratische Senator aus Alabama war Howell T. Heflin, der von 1979 bis 1997 im Amt war.

## Demokratische Vorwahlen
Das Ablaufdatum der Frist zur Kandidatur war der 8. November 2019. Doug Jones hatte keinen Konkurrenten.

### Kandidaten

#### Kandidat
- Doug Jones, aktueller Senator[7]

#### Abgelehnt
- John Rogers, Staatsrepräsentant[8]
- Randall Woodfin, Bürgermeister von Birmingham[9]

## Republikanische Vorwahlen

### Kandidaten

#### Kandidat
- Tommy Tuberville, ehemaliger Auburn Tigers Trainer.

#### Kandidat (in Stichwahl der Republikaner)
- Jeff Sessions, ehemaliger Justizminister der Vereinigten Staaten und ehemaliger Senator aus Alabama[10] verlor die Stichwahl.

#### Kandidaten (ausgeschieden)
- Stanley Adair, Geschäftsmann[11]
- Bradley Byrne, Mitglied des Repräsentantenhauses für Alabamas ersten Kongresswahlbezirk[12]
- Arnold Mooney, Staats Representant[13]
- Roy Moore, ehemaliger Richter am obersten Gerichtshof Alabamas, ehemaliger Kandidat für den Posten des Gouverneurs von Alabama in den Jahren 2006 und 2010, und Kandidat bei den Senatswahlen 2017.[14]
- Ruth Page Nelson, Aktivistin[15]

#### Zurückgezogen
- Marty Preston Hatley[16][17]
- John Merrill, Außenminister Alabamas[18]
- Chase Anderson Romagnano, republikanische Kandidat für Alabamas ersten Kongresswahlbezirk und Floridas ersten Kongresswahlbezirk[19][20]
- John Paul Serbin[21][22]

#### Abgelehnt
- Robert Aderholt, Mitglied des Repräsentantenhauses für Alabamas vierten Kongresswahlbezirk[23]
- Will Ainsworth, Alabamas Vize-Gouverneur[24]
- Mo Brooks, Mitglied des Repräsentantenhauses für Alabamas fünften Kongresswahlbezirk und Kandidat bei den Senatswahlen 2017[25]
- Will Dismukes, Staats Repräsentant[26]
- Matt Gaetz, Mitglied des Repräsentantenhauses für Floridas ersten Kongresswahlbezirk[27]
- Del Marsh, Präsident pro tempore des Senats von Alabama[28]
- Arthur Orr, Staats Senator[29]
- Martha Roby, Mitglied des Repräsentantenhauses für Alabamas zweiten Kongresswahlbezirk[30]
- Heather Whitestone, ehemalige Miss America[31][32]

## Unabhängige

### Kandidaten

#### Kandidiert
- Mike Parrish[33][34]
- Jarmal Sanders

#### Zurückgezogen
- Marcus Jejaun Williams[33][35]